# Camalaniugan
Camalaniugan là một đô thị hạng 4 ở tỉnh Cagayan, Philippines. Theo điều tra dân số năm 2000, đô thị này có dân số 21.186 người trong 4.106 hộ.

## Các khu phố (barangay)
Camalaniugan được chia thành 28 khu phố (barangay).
| - Abagao - Afunan Cabayu - Agusi - Alilinu - Baggao - Bantay - Bulala - Casili Norte - Catotoran Norte - Centro Norte (Pob.) - Centro Sur (Pob.) - Cullit - Dacal-Lafugu - Dammang Norte | - Dugo - Fusina - Gang-ngo - Jurisdiction - Luec - Minanga - Paragat - Tagum - Tuluttuging - Ziminila - Casili Sur - Catotoran Sur - Dammang Sur (Felipe Tuzon) - Sapping |